# NGC 3060
NGC 3060 je galaksija u zviježđu Lavu.

## Vanjske poveznice
- SEDS: NGC 3060